# Gary Madine
Gary Lee Madine (Gateshead, Tyne y Wear, Inglaterra, 24 de agosto de 1990) es un futbolista inglés. Juega de delantero y su equipo es el Hartlepool United F. C. de la National League.

## Trayectoria

### Carlisle United
Formado en las inferiores del club, debutó a nivel profesional para el Carlisle United el 3 de marzo de 2008 a los 17 años, en la victoria por 1-0 contra el Nottingham Forest de visita, cuando entró al minuto 92 por Danny Graham. Anotó su primer gol para el Carlisle en la victoria por 4-1 ante Yeovil Town el 30 de agosto de 2008. El 20 de marzo de 2009, firmó un préstamo por un mes con el Rochdale de la League Two. Luego de regresar a su equipo, Madine se fue a préstamo por tres meses al Coventry City de la Championship el 19 de octubre de 2009, para luego ir a préstamo por un mes al Chesterfield el 12 de febrero de 2010. Terminó su etapa en Carlisle con 83 partidos jugados y 22 goles.

### Sheffield Wednesday
EL 15 de enero de 2011, Madine fichó por el Sheffield Wednesday por cuatro años y medio. Debutó con el club el 22 de enero en la derrota de visita por 4-0 contra el Leyton Orient. Anotó en su segundo partido, jugado tres días después, en el empate 2-2 frente al Yeovil Town en Hillsborough. Fue nombrado jugador joven del mes de septiembre de la Football League en 2011, luego de anotar 10 goles en 12 partidos. 
El 27 de marzo de 2014, Madine volvió a su club de origen, el Carlisle United como préstamo hasta el final de la temporada 2013-14.

#### Préstamo a Blackpool
Se fue a préstamo al Blackpool hasta el final de la temporada 2014-15 el 10 de febrero de 2015.

### Bolton Wanderers
El 8 de junio de 2015, Madine firmó un contrato por dos años con el Bolton Wanderers. Anotó su primer gol para el Bolton en el empate a dos contra el Brighton & Hove Albion. 

### Cardiff City
El 31 de enero de 2018 fichó por el Cardiff City. Debutó tres días después en la victoria por 4-1 contra el Leeds United. 

### Sheffield United
El 7 de enero de 2019, el Sheffield United logró su cesión hasta final de temporada.

### Blackpool
El 16 de enero de 2020 regresó al Blackpool tras abandonar el Cardiff City.

## Estadísticas
Actualizado al último partido disputado el 19 de enero de 2019.
| Club                                   | Div.          | Temporada     | Liga  | Liga  | FA Cup | FA Cup | Copa de la Liga | Copa de la Liga | League Trophy | League Trophy | Play-Offs | Play-Offs | Total | Total |  |
| Club                                   | Div.          | Temporada     | Part. | Goles | Part.  | Goles  | Part.           | Goles           | Part.         | Goles         | Part.     | Goles     | Part. | Goles |  |
| -------------------------------------- | ------------- | ------------- | ----- | ----- | ------ | ------ | --------------- | --------------- | ------------- | ------------- | --------- | --------- | ----- | ----- |  |
| Carlisle United Inglaterra             | 3.ª           | 2007-08       | 11    | 0     | 0      | 0      | 0               | 0               | 0             | 0             | 1         | 0         | 12    | 0     |  |
| Carlisle United Inglaterra             | 3.ª           | 2008-09       | 14    | 1     | 3      | 1      | 2               | 0               | 1             | 1             | 0         | 0         | 20    | 3     |  |
| Carlisle United Inglaterra             | 3.ª           | 2009-10       | 20    | 4     | 0      | 0      | 2               | 1               | 3             | 1             | 0         | 0         | 25    | 6     |  |
| Carlisle United Inglaterra             | 3.ª           | 2010-11       | 21    | 8     | 3      | 5      | 1               | 0               | 3             | 0             | 0         | 0         | 28    | 13    |  |
| Carlisle United Inglaterra             | Total club    | Total club    | 0     | 0     | 0      | 0      | 0               | 0               | 0             | 0             | 0         | 0         | 85    | 22    |  |
| Rochdale (préstamo) Inglaterra         | 4.ª           | 2008-09       | 3     | 0     | 0      | 0      | 0               | 0               | 0             | 0             | 0         | 0         | 3     | 0     |  |
| Rochdale (préstamo) Inglaterra         | Total club    | Total club    | 3     | 0     | 0      | 0      | 0               | 0               | 0             | 0             | 0         | 0         | 3     | 0     |  |
| Coventry City (préstamo) Inglaterra    | 2.ª           | 2009-10       | 9     | 0     | 0      | 0      | 0               | 0               | 0             | 0             | 0         | 0         | 9     | 0     |  |
| Coventry City (préstamo) Inglaterra    | Total club    | Total club    | 9     | 0     | 0      | 0      | 0               | 0               | 0             | 0             | 0         | 0         | 9     | 0     |  |
| Chesterfield (préstamo) Inglaterra     | 4.ª           | 2009-10       | 4     | 0     | 0      | 0      | 0               | 0               | 0             | 0             | 0         | 0         | 4     | 0     |  |
| Chesterfield (préstamo) Inglaterra     | Total club    | Total club    | 4     | 0     | 0      | 0      | 0               | 0               | 0             | 0             | 0         | 0         | 4     | 0     |  |
| Sheffield Wednesday Inglaterra         | 3.ª           | 2010-11       | 22    | 5     | 0      | 0      | 0               | 0               | 0             | 0             | 0         | 0         | 22    | 5     |  |
| Sheffield Wednesday Inglaterra         | 3.ª           | 2011-12       | 38    | 18    | 1      | 0      | 2               | 0               | 0             | 0             | 0         | 0         | 41    | 18    |  |
| Sheffield Wednesday Inglaterra         | 2.ª           | 2012-13       | 30    | 3     | 2      | 0      | 3               | 1               | 0             | 0             | 0         | 0         | 35    | 4     |  |
| Sheffield Wednesday Inglaterra         | 2.ª           | 2013-14       | 1     | 0     | 0      | 0      | 1               | 0               | 0             | 0             | 0         | 0         | 2     | 0     |  |
| Sheffield Wednesday Inglaterra         | 2.ª           | 2014-15       | 10    | 0     | 0      | 0      | 3               | 1               | 0             | 0             | 0         | 0         | 13    | 1     |  |
| Sheffield Wednesday Inglaterra         | Total club    | Total club    | 101   | 26    | 3      | 5      | 9               | 2               | 0             | 0             | 0         | 0         | 113   | 28    |  |
| Carlisle United (préstamo) Inglaterra  | 3.ª           | 2013-14       | 5     | 2     | 0      | 0      | 0               | 0               | 0             | 0             | 0         | 0         | 5     | 2     |  |
| Carlisle United (préstamo) Inglaterra  | Total club    | Total club    | 5     | 2     | 0      | 0      | 0               | 0               | 0             | 0             | 0         | 0         | 5     | 2     |  |
| Coventry City (préstamo) Inglaterra    | 3.ª           | 2014-15       | 11    | 3     | 0      | 0      | 0               | 0               | 2             | 1             | 0         | 0         | 13    | 4     |  |
| Coventry City (préstamo) Inglaterra    | Total club    | Total club    | 11    | 3     | 0      | 0      | 0               | 0               | 2             | 1             | 0         | 0         | 13    | 4     |  |
| Blackpool (préstamo) Inglaterra        | 2.ª           | 2014-15       | 15    | 3     | 0      | 0      | 0               | 0               | 0             | 0             | 0         | 0         | 15    | 3     |  |
| Blackpool (préstamo) Inglaterra        | Total club    | Total club    | 15    | 3     | 0      | 0      | 0               | 0               | 0             | 0             | 0         | 0         | 15    | 3     |  |
| Bolton Wanderers Inglaterra            | 2.ª           | 2015-16       | 32    | 5     | 3      | 1      | 1               | 0               | 0             | 0             | 0         | 0         | 36    | 6     |  |
| Bolton Wanderers Inglaterra            | 3.ª           | 2016-17       | 36    | 9     | 3      | 1      | 1               | 0               | 2             | 0             | 0         | 0         | 42    | 4     |  |
| Bolton Wanderers Inglaterra            | 2.ª           | 2017-18       | 28    | 10    | 0      | 0      | 1               | 0               | 0             | 0             | 0         | 0         | 29    | 10    |  |
| Bolton Wanderers Inglaterra            | Total club    | Total club    | 96    | 24    | 6      | 2      | 3               | 0               | 2             | 0             | 0         | 0         | 107   | 26    |  |
| Cardiff City Gales                     | 2.ª           | 2017-18       | 13    | 0     | 0      | 0      | 0               | 0               | 0             | 0             | 0         | 0         | 13    | 0     |  |
| Cardiff City Gales                     | 1.ª           | 2018-19       | 5     | 0     | 0      | 0      | 1               | 0               | 0             | 0             | 0         | 0         | 6     | 0     |  |
| Cardiff City Gales                     | Total club    | Total club    | 18    | 0     | 0      | 0      | 1               | 0               | 0             | 0             | 0         | 0         | 19    | 0     |  |
| Sheffield United (préstamo) Inglaterra | 2.ª           | 2018-19       | 1     | 0     | 0      | 0      | -               | -               | 0             | 0             | 0         | 0         | 1     | 0     |  |
| Sheffield United (préstamo) Inglaterra | Total club    | Total club    | 1     | 0     | 0      | 0      | -               | -               | 0             | 0             | 0         | 0         | 1     | 0     |  |
| Total carrera                          | Total carrera | Total carrera | 330   | 71    | 15     | 8      | 18              | 3               | 11            | 3             | 1         | 0         | 375   | 85    |  |
|                                        |               |               |       |       |        |        |                 |                 |               |               |           |           |       |       |  |